# Barbara Heer
Barbara Heer (geboren 20. November 1982 in Glarus) ist eine Schweizer Politikerin (SP) und Ethnologin. Sie ist Grossrätin des Kantons Basel-Stadt.

## Leben
Heer ist in Wattwil aufgewachsen. Sie studierte an der Universität Basel Ethnologie, Geschlechterforschung und Volkswirtschaft und schloss 2008 mit dem Lizentiat ab. Sie promovierte 2015 in Ethnologie. Für ihr Doktorat lebte sie zwecks Feldforschung während vierzehn Monaten in Johannesburg und Maputo.
Heer arbeitete von 2004 bis 2007 als Sekretärin der Regionalgruppe Basel der Gruppe für eine Schweiz ohne Armee. Von 2007 bis 2009 hatte sie Volontariate in NGOs und der Verwaltung inne. Danach war sie von 2009 bis 2016 als Assistentin und Lehrbeauftragte und von 2016 bis 2018 als Post-Doktorandin im SNF-Forschungsprojekt «Making the City» an der Universität Basel tätig. 2015–2021 arbeitete sie als Studienleiterin beim Arbeitskreis für Zeitfragen der reformierten Kirchgemeinde Biel. 2019–2021 war sie dort auch Leiterin Fachbereich Bildung und Mitglied der Geschäftsleitung. Aktuell arbeitet sie als Leiterin Stabsstelle Frauen und Gender bei Mission 21.
Heer ist seit dem 1. März 2018 für den Wahlkreis Grossbasel Ost Mitglied des Grossen Rats des Kantons Basel-Stadt. Sie rückte nach dem Rücktritt von Otto Schmid nach. Bei den Grossratswahlen 2020 wurde sie wiedergewählt.
Heer ist Mutter einer Tochter.

## Publikationen
- Barbara Heer: Cities of entanglements; Social life in Johannesburg and Maputo through ethnographic comparison. transcript, Bielefeld 2019, ISBN 978-3-8376-4797-6, doi:10.14361/9783839447970.